# Pegasus Odyssey
Pegasus Odyssey è un videogioco d'azione pubblicato nel 1983 per Commodore 64 dalla Comm*Data di Milford. Si controlla un Pegaso con un meccanismo simile a quello del noto arcade Joust.

## Modalità di gioco
Il gioco si svolge su una schermata fissa che mostra una catena di montagne, tra le quali un vulcano luminescente. Il pegaso del giocatore e i nemici si muovono in due dimensioni su tutto lo schermo, e quando escono dal lato sinistro ricompaiono dal lato destro e viceversa.
Il giocatore deve premere ripetutamente il pulsante per far sbattere le ali al pegaso e prendere quota, mentre se si smette di premere si tende spontaneamente a scendere. Per gli spostamenti orizzontali si può accelerare e decelerare solo mentre si sbattono le ali, poi il movimento continua indefinitamente per inerzia. Il lato inferiore dello schermo è il suolo, sul quale ci si può posare e scivolare in orizzontale. Sul lato superiore dello schermo si rimbalza.
I nemici sono pipistrelli giganti che fuoriescono un po' alla volta da una caverna sulle montagne e volano continuamente. Per eliminarli, il pegaso deve colpirli da una posizione più elevata; se invece è  il pipistrello ad arrivare sul pegaso da sopra, il giocatore perde una vita.
Ogni pipistrello abbattuto diventa un uovo che cade a terra rimbalzando, e quando infine si ferma può essere fatto sparire passandoci sopra. Se invece si perde troppo tempo, dall'uovo rinasce un pipistrello. 
Quando viene eliminato il pegaso, se si hanno ancora vite, si rientra in gioco quando il giocatore lo comanda; il vulcano spara fuori una palla di fuoco che si trasforma poi nel nuovo pegaso.
Possono partecipare due giocatori in cooperazione simultanea, controllando due pegasi, che non possono toccarsi tra loro, ma si passano attraverso indenni.
Sono disponibili dieci livelli di difficoltà.

## Accoglienza
Nella classifica vendite mensile dei giochi per Commodore 64 di Compute's Gazette, presumibilmente relativa agli USA, Pegasus Odyssey comparve solo per un mese, al nono posto, nel novembre 1983.